# Objet de Thorne-Żytkow
Les objets de Thorne-Żytkow (en abrégé OTŻ) sont des étoiles dont le cœur est une étoile à neutrons. Ils ont été théorisés dans les années 1970 par Kip Thorne et Anna N. Żytkow, mais aucune preuve observationnelle formelle n'a été encore apportée concernant leur existence réelle dans l'Univers. La plupart des modèles actuels prédisent que ces objets devraient ressembler à des étoiles supergéantes rouges. Cependant, il a été aussi proposé que si ces étoiles continuent à évoluer, elles donneront des étoiles de type Wolf-Rayet de sous-type WN8.
En 2014, il a été découvert que l'étoile HV 2112 du Petit Nuage de Magellan présente de nombreuses concordances avec les prédictions observationnelles.

## Prédictions observationnelles
Les seules prédictions observationnelles de l'existence des objets de Thorne-Żytkow sont les surabondances d'éléments lourds formés par capture de neutrons rapides interrompus, tels le molybdène, ou le strontium.